# Ribeira da Lima
A Ribeira da Lima é um curso de água português localizado no concelho de São Roque do Pico, ilha do Pico, arquipélago dos Açores.
Este curso de água tem origem a uma cota de altitude de cerca de 800 metros, nas cercanias das elevações do Pico Corre Água e Cova da Barreira.
Desagua no Oceano Atlântico entre as localidades da Pedreira e Gonçalves, próxima do Miradouro das Pontas.